# Krzysztof Włodzimierz Kasprzyk
Krzysztof Włodzimierz Kasprzyk (ur. 29 maja 1948, zm. 7 listopada 2021 w Krakowie) – polski fizyk, dziennikarz, dyplomata.

## Życiorys
Ukończył fizykę jądrową na Uniwersytecie Jagiellońskim (1971). Pełnił funkcję pracownika dydaktyczno-naukowego w Instytucie Wiertniczo-Naftowym Akademii Górmiczo-Hutniczej (1971–1976). W 1976 przeszedł do pracy dziennikarskiej. Był m.in. sekretarzem redakcji tygodnika „Student” (1976–1978), sekretarzem redakcji dziennika „Echo Krakowa” (od 1978), pracownika redakcji miesięcznika „Zdanie” (1983), sekretarza redakcji kwartalnika „Kraków” (od 1984). W okresie „Solidarności” (1980–1981) był prezesem Oddziału Stowarzyszenia Dziennikarzy Polskich w Krakowie. Wykładał dziennikarstwo w Instytucie Nauk Politycznych UJ (1984–1987). Następnie wyjechał do Stanów Zjednoczonych, gdzie był m.in. redaktorem naczelnym czasopisma „Kurier Polonian-American” w Chicago (1987), wykładał w School of Journalism and Mass Communication Colorado University w Boulder (1988), współzałożycielem Polsko-Amerykańskiego Forum Gospodarczego w Chicago (1989–1990), reprezentantem Komitetu Obywatelskiego przy Lechu Wałęsie na Środkowy Zachód USA (1990).
Po transformacji ustrojowej przeszedł do polskiej służby zagranicznej, m.in. pełniąc funkcję konsula ds. publicznych, kultury i nauki i współpracy z Polonią w konsulacie generalnym RP w Los Angeles (1991), konsula generalnego w Vancouver (1992–1996), dyrektora Departamentu Systemu Informacji MSZ (1998–1999), konsula generalnego w Los Angeles (1999–2003), konsula generalnego w Nowym Jorku (2005–2010).
Był wykładowcą Akademii Służby Zagranicznej i Dyplomacji Collegium Civitas.
„Za wybitne zasługi w służbie zagranicznej, za osiągnięcia w podejmowanej z pożytkiem dla kraju pracy zawodowej i działalności dyplomatycznej został w 2013 odznaczony Krzyżem Kawalerskim Orderu Odrodzenia Polski.
Współzałożyciel Komitetu Obrony Demokracji.
Pochowany na Cmentarzu Podgórskim w Krakowie.

## Publikacje książkowe
- Krzysztof W. Kasprzyk: Kraków w kieszeni. Kraków: Centralny Ośrodek Informacji Turystycznej, 1989, s. 172. OCLC 233520071.
- Krzysztof W. Kasprzyk: Stan : [śladami Tymińskiego przez trzy kontynenty]. Kraków: Cracovia, 1991, s. 161. ISBN 83-85104-33-X. OCLC 69306009.